# Podział administracyjny Cypru
Cypr jest podzielony oficjalnie na 6 dystryktów (okręgów) (gr. επαρχίες), ich nazwy pochodzą od nazw miast, które są stolicami dystryktów: Famagusta, Kirenia, Larnaka, Limassol, Nikozja, Pafos.
W praktyce dwa z nich w całości pod władzą Republiki Cypryjskiej, jeden w całości pod władzą Cypru Północnego, a reszta jest podzielona. Do obszarów pod administracją turecką zalicza się Kyrenia oraz części dystryktów Famagusta (większość dystryktu), Nikozja (ok. 1/3 dystryktu) i Larnaka (niewielki fragment).
Dystrykty mają charakter bardziej władzy administracyjnej państwowej, rządowej niż samorządowej. Naczelnik dystryktu reprezentuje rząd z Nikozji. Okręgi dzielą się na gminy samorządowe. Istnieje podział na gminy miejskie i wiejskie, dodatkowo tzw. jednostki specjalne, objęte specjalnymi rządowymi programami rozwojowymi.
W gminach miejskich: Rada Miejska wybierana przez mieszkańców. Podobnie wybierany burmistrz. W obu przypadkach kadencja 5 letnia.
W gminach wiejskich wybierany Zarząd.
Na terenie wyspy znajdują się również dwie brytyjskie bazy wojskowe Akrotiri oraz Dhekelia niewchodzące w skład Republiki Cypryjskiej i stanowiące osobne terytoria zależne Wielkiej Brytanii.
| 1                               | Dystrykt Famagusta | Αμμόχωστος | Gazimağusa | Famagusta |  |  |
| 2                               | Dystrykt Kirenia   | Κερύvεια   | Girne      | Kyrenia   |  |  |
| 3                               | Dystrykt Larnaka   | Λάρνακα    | Larnaka    | Larnaka   |  |  |
| 4                               | Dystrykt Limassol  | Λεμεσός    | Leymosun   | Limassol  |  |  |
| 5                               | Dystrykt Nikozja   | Λευκωσία   | Lefkoşa    | Nikozja   |  |  |
| 6                               | Dystrykt Pafos     | Πάφος      | Baf        | Pafos     |  |  |
| Mapa podziału administracyjnego |                    |            |            |           |  |  |
|                                 |                    |            |            |           |  |  |